# Горнобадахшанска автономна област
Горнобадахшанската автономна област (на таджикски: Вилояти Мухтори Кӯҳистони Бадахшон; на руски: Горно-Бадахшанская автономная область – Планинско-бадахшанска автономна област), или Горни (Планински) Бадахшан (Кӯҳистони Бадахшон), e автономна област (вилояти мухтори) и е една от 5-те административно-териториални единици на Таджикистан. Площ 64 125 km² (най-голяма по площ в Таджикистан, 45,33% от нейната площ). Население на 1 януари 2019 г. 216 900 души (най-малка по население в Таджикистан, 2,48% от нейното население). Административен център град Хорог. Разстояние от Душанбе до Хорог 527 km.

## Историческа справка
Горнобадахшанската автономна област е образувана на 2 януари 1925 г. с център село Хорог, утвърдено за град с Постановление на ЦИК на Таджикската ССР през 1932 г. През 1992 г. по време на гражданската война в Таджикистан Горни Бадахшан е бастион на ислямистката опозиция и местното правителство провъзгласява независимостта си от Таджикистан. След края на войната областта е интегрирана и призивите за независимост заглъхват.

## Географска характеристика
Горнобадахшанската автономна област заема източната част на Таджикистан. На север граничат с Киргизстан, на изток – с Китай, на юг и запад – с Афганистан, а на северозапад – с Хатлонска област и Районите с републиканско подчинение на Таджикистан. В тези си граници заемат площ от 64 125 km² (най-голяма по площ в Таджикистан, 45,33% от нейната площ). Дължина от запад на изток 435 km, ширина от север на юг 300 km.
Горнобадахшанската автономна област е разположена в пределите на планината Памир, като на границата с Районите с републиканско подчинение на Таджикистан в хребета Академия на Науките се издига първенецаът на планината връх Исмаил Самани (Комунизъм) 7495 m), 38°56′37″ с. ш. 72°00′57″ и. д. / 38.943611° с. ш. 72.015833° и. д.. Тук се намира и един от най-дългите (71 km) планински ледници в света Федченко. Територията на областта се дели на две части: западна (малка) и източна (голяма). Западната част освен, че е малка по площ е много по-ниска от източната и много по-разчленена. Дълбоките и тесни долини на десните притоци на река Пяндж я пресичат от запад на изток, а разделящите ги хребети се издигат на 3000 – 4000 m и повече над дъната на долините. Източната част представлява много висока и заравнена планинска земя с плоски долини и котловини, над които планинските хребети се издигат 1200 – 1800 m. Най-ниските места в западната част са около 1500 m н.в., а в източната – под 3600 m.
Климатът в западната част е умерено континентален. Средна януарска температура в Хорог -7,8 °C, средна юлска 22,2 °C, годишна сума на валежите 240 mm. В източната част е много по-студено и сухо. Средна януарска температура в село Мургаб -19,6 °C, средна юлска 13 °C, годишна сума на валежите 60 – 70 mm. Продължителността на вегетационния период (минимална денонощна температура 5 °C) е 223 денонощия в Хорог и 140 денонощия в Мургаб.
Главната река в западната част е Пяндж (лява съставяща на Амударя) със своите десни притоци Ванч, Язгулем, Бартанг, Гунт с Шахдаря и др. Всички те водят началото си от ледници или проточни езера и са многоводни и стремителни, изобилстващи от прагове и водопади. Реките в източната част Мургаб с Оксу, Аличур и др., обратно, са маловодни, бавни и меандрират в широки долини. Езерата са малко. В източната част са разположени безотточните езера Каракул (най-голямо), Шоркул, Рангкул и др. От проточните езера се открояват Сарезко, Яшилкул и Зоркул.
Почвената и растителната покривка в западната част носи чертите на силна ксерофилност във всички пояси. В долните почвите са сиви с пелин и солянка, а през пролетта ефемерова растителност, в горните пояси почвите са пустинно-степни с пелин, коило, типчак и бодливи треви, а по най-високите части – малки петна от акантолимон и малки ливади от острица и кобрезия. По бреговете на реките се срещат малки горички от ива, топола и джида, а по склоновете – редки арчеви гори (вид средноазиатска хвойна). В източната част по заравнените участъци почвите са високопланинско пустинни с редки храсти от терескен, на места има заблатени низини. По склоновете на хребетите върху каменисто-чакълести почви е развита крайно бедна и разредена растителност. Животинският свят е представен от вълк, лисица, заек, снежен барс, планински козел, дългоопашат мармот, едри грабливи птици и др. На запад обитават рис, дива свиня, планински овен архар и др.

## Население
На 1 януари 2019 г. населението на Горнобадахшанската автономна област е наброявало 216 900 души. (2,48% от населението на Таджикистан. Гъстота 3,38 души/km². Градско население 13,97%. Етнически състав: таджики 94,4%, киргизи 5,32%, узбеки 0,2% и др.
Горни Бадахшан е място, където се говорят езици и диалекти на памирските езици. Това са: шугнано-рушански, вахански, ишкашимски, сариколи, бартанги, куфи, язгулемски и орошански език. Основната религия в Горни Бадахшан е исмаилското направление на шиитската религия, последователи на учението на Ага хан.

## Административно-териториално деление
В административно-териториално отношение Горнобадахшанска автономна област се дели на 7 административни района, 1 град с областно подчинение, селища от градски тип няма.
| Административна единица    | Площ (km²) | Население (2018 г.) | Административен център | Население (2018 г.) | Разстояние до Хорог (в km) | Други градове и сгт с районно подчинение |
| -------------------------- | ---------- | ------------------- | ---------------------- | ------------------- | -------------------------- | ---------------------------------------- |
| Град с областно подчинение |            |                     |                        |                     |                            |                                          |
| 1. Хорог                   | ?          | 30 300              | гр. Хорог              | 30 300              | -                          |                                          |
| Административен район      |            |                     |                        |                     |                            |                                          |
| 1. Ванчки                  | 4431       | 31 900              | с. Ванч                | 2600                | 171                        |                                          |
| 2. Дарвозки                | 2825       | 22 000              | с. Калаи-Хумб          | 1600                | 241                        |                                          |
| 3. Ишкошимски              | 3656       | 28 850              | с. Ишкошим             | 2900                | 105                        |                                          |
| 4. Мургобски               | 38 442     | 15 300              | с. Мургоб              | 6300                | 324                        |                                          |
| 5. Рощкалински             | 4300       | 25 700              | с. Рощкала             | 3120                | 37                         |                                          |
| 6.Рушонски                 | 5871       | 24 800              | с. Рушон               | 4000                | 64                         |                                          |
| 7. Шугнонски               | 4600       | 35 800              | с. Миденшарв           | ?                   | 20                         |                                          |